# Intensidade de radiação
intensidade de radiação, em física, é o valor do fluxo de energia emitido por um corpo. A radiação térmica, por exemplo, inclui uma faixa de comprimento de onda, cuja propagação pode se dar em todas as direções, sendo importante definir sua distribuição direcional.